# Bas Under Buen
Bas Under Buen er en elektronisk musikfestival, der hvert år afholdes under Bispeengbuen i København. Festivalen har ca. 5000 deltagere.[kilde mangler]

## Officiel webside
- ohoi.dk/bas-under-buen/ Arkiveret 17. august 2016 hos  Wayback Machine

55°41′44.5″N 12°31′59.2″Ø / 55.695694°N 12.533111°Ø